# Organización Nacional del Yunque
La Organización Nacional del Yunque, es el nombre de una organización secreta paramilitar, ultracatólica y de extrema derecha de origen mexicano de alcance nacional e internacional, que declara como su propósito «defender la religión católica y luchar contra las fuerzas de Satanás» e instaurar «el reino de Cristo en la tierra».
Se han reportado casos de que la organización tiene vínculos con la política de su país de origen. Principalmente se le relaciona con el Partido Acción Nacional.
La organización tiene varios lazos con políticos de algunos países fuera de México. En España su importancia es tanto religiosa como política ya que se le relaciona con el partido Vox. En Chile también estaría vinculada a la política, en particular, al Partido Republicano de José Antonio Kast. También capta a jóvenes en Argentina, Brasil, Colombia y Estados Unidos.
La organización ha sido calificada como un grupo «ultracatólico, anticomunista, antisemita, antiliberal y con rasgos fascistas».Se cree que su primera denominación fue Frente Universitario Anticomunista, creado en 1955 en Puebla, un movimiento estudiantil que funcionaba también como una organización paramilitar y que sería el principal rol que tenía cuando pasaría a renombrarse como El Yunque.[cita requerida] Si bien la existencia del Yunque ha sido reconocida por exmiembros, y existen abundantes testimonios sobre su existencia, el secretismo de la organización ha hecho que su naturaleza y propósitos no se puedan saber a ciencia cierta.

## Historia

### Comienzos como movimiento estudiantil
El Yunque se fundó en 1953 en la ciudad de Puebla de Zaragoza, por Ramón Plata Moreno y Manuel Díaz Cid, bajo la premisa de «defender la religión católica de sus adversarios: el comunismo, el pueblo judío y la masonería». Díaz Cid comentó que en sus inicios, en abril de 1955, El Yunque tuvo «una visión pesimista; que uno de sus errores fue pensar que había una conspiración mundial contra el cristianismo, que pensaba que los comunistas y capitalistas, sus aparentes adversarios, estaban dominados por el mismo grupo de judíos y masones». Mencionó además que coincide con Álvaro Delgado en que este tipo de organizaciones están obsoletas, y considera que habrán de desaparecer tras la reciente apertura del país a la democracia. El objetivo de dicha organización la instauración «el reino de Dios en la tierra» y la evangelización de las instituciones públicas mediante la infiltración de todos sus miembros en las más altas esferas del poder político. Tales objetivos poseen una viciada inspiración de la obra «La ciudad de Dios» del teólogo Agustín de Hipona.
El Yunque surge debido a que en los años cincuenta los estudiantes católicos, provenientes principalmente de escuelas particulares católicas, de la Universidad Autónoma de Puebla (UAP) donde crean el Frente Universitario Anticomunista (FUA), una organización estudiantil militarizada. Díaz Cid dice que utilizaban seudónimos para contrarrestar el espionaje del que fueron objeto, principalmente de la Dirección Federal de Seguridad (DFS), extinta policía política del gobierno mexicano que detectó por primera vez las actividades del Yunque en 1975. Los continuos roces entre estudiantes y profesores comunistas, ateístas o miembros de la masonería con estudiantes y profesores católicos anticomunistas, provocó un clima de inestabilidad social en la ciudad de Puebla, en el que dos gobernadores renunciaron.[cita requerida] Hubo disturbios, torturas, rehenes, enfrentamiento con policías, secuestro de autobuses y asesinados por parte de ambos bandos y del gobierno; esto derivó en el cisma de la Universidad Autónoma de Puebla (UAP) por parte del bloque católico y da origen a la Universidad Popular Autónoma del Estado de Puebla (UPAEP). Entre las críticas que hizo a los textos de Delgado, Díaz Cid comentó que no había ritos iniciáticos para los nuevos miembros, como lo mencionó el autor referido, ya que en esta clase de ritos no se le revela al iniciado cuáles son los verdaderos propósitos, los cuales son revelados poco a poco. En cambio, comenta que en El Yunque siempre fueron claros, y que los iniciados sabían a qué se comprometían. También comentó que El Yunque no es una organización secreta, ya que éstas están prohibidas por la Iglesia católica. Más bien, considera Díaz Cid que se trata de una organización reservada.

### Vínculos con la política y financiamiento de la organización
Diversos empresarios y políticos, principalmente del Partido Acción Nacional, han sido señalados como fundadores o miembros de El Yunque, principalmente por su afiliación a diferentes organizaciones que son fachada de El Yunque. Algunas de estas personas han confirmado su pertenencia a la organización. Delgado también afirma que algunos miembros prominentes del Partido Acción Nacional y del gabinete del expresidente mexicano Vicente Fox, entre los que destacan el hoy extinto exsecretario del Trabajo y de Gobernación Carlos Abascal y Fernando Guzmán Pérez Peláez, exsecretario general de Gobierno de Jalisco, son miembros de El Yunque.

Hombres de negocios y políticos (mayormente del Partido Acción Nacional) han sido identificados como fundadores y miembros del Yunque. El padre de Ricardo Salinas Pliego, dueño de Televisión Azteca, y uno de los hombres más ricos de México, Hugo Salinas Price, en su autobiografía, describe el apoyo y financiamiento que dio al Movimiento Universitario de Renovadora Orientación  (MURO). Este último es un grupo de choque estudiantil que operó en la Universidad Nacional Autónoma de México desde la década de los sesenta, y de acuerdo con Álvaro Delgado es una de las fachadas de El Yunque. Salinas Price financió también a la Unión Nacional Independiente Democrática (UNID).
De acuerdo con sus críticos, El Yunque opera públicamente mediante el uso de diversas organizaciones de fachada. También afirman que El Yunque fue paramilitar en sus inicios, con acciones que incluyen el asesinato político mayormente llevadas a cabo por frentes organizados como el MURO en los años sesenta. Con el paso del tiempo, según sus detractores la organización supuestamente evolucionaría y comenzaría a trabajar en el establecimiento de un gobierno fascista en México, buscando sus objetivos por medio de métodos políticos más convencionales.[cita requerida]

### Descubrimiento de la organización
Más recientemente, uno de los divulgadores más activos de la existencia y trayectoria de esta organización como un ente nacional de grandes alcances operativos ha sido Álvaro Delgado, periodista e investigador (hasta 2021) del semanario Proceso, junto con Luis Paredes Moctezuma, exalcalde de la ciudad de Puebla, y Luciano Ruiz Chávez, exmilitante y fundador del Yunque en Guanajuato. Delgado expuso el resultado de sus investigaciones en el libro El Yunque: La ultraderecha en el poder (2003) y en El Ejército de Dios: Nuevas revelaciones de la extrema derecha en México (2005). El primero fue galardonado con el Premio Nacional de Periodismo de México en la categoría Reportaje y Periodismo de Investigación.
Delgado afirma que su principal fuente documental es el Archivo General de la Nación (informes de la desaparecida Dirección Federal de Seguridad), pero también cita diversas investigaciones sobre la extrema derecha en México y en el Estado de Puebla. Asimismo, Manuel Espino Barrientos, expresidente Nacional del Partido Acción Nacional, citó a El Yunque en una entrevista que hizo para El Universal en mayo de 2002 y habló de su existencia en una entrevista que sostuvo con el periodista Álvaro Delgado para su libro El Ejército de Dios:

«Sé que la presencia en esta organización de algunos amigos míos (omite dar nombres), de los que por cierto me siento muy orgulloso, hizo que muchos me pusieran esta etiqueta, sin embargo no es verdad, no formo parte de El Yunque».

Como él argumenta, El Yunque es una organización con inicio paramilitar (Delgado 2003: 23, 63) que habría realizado sus acciones, incluyendo la planificación de asesinatos políticos (Delgado 2003: 142), utilizando organizaciones de fachada, entre ellas el MURO (Movimiento Universitario de Renovadora Orientación). El objetivo del Yunque es "ordenar el Estado para instaurar la Ciudad de Dios" (Delgado 2003: 23).

## Controversias
La controversia respecto al alcance de El Yunque se inició con la publicación en 2003 del libro El Yunque: La ultraderecha en el poder, recrudeciéndose con las elecciones presidenciales de 2006 en México. Diversos sectores aceptan sin reservas la presencia de El Yunque a nivel nacional, mientras que otros niegan que tal organización exista con la magnitud e influencia que se les atribuye.[cita requerida]
La figura del Yunque ha sido utilizada con fines propagandísticos por sectores de la izquierda en México.[cita requerida] Figuras como el Subcomandante Marcos se refirieron en alguna ocasión a la existencia de El Yunque relacionándolo con la estructura de mando del PAN. También el presidente de México durante el periodo 2018-2024, y exjefe de Gobierno de la Ciudad de México, Andrés Manuel López Obrador, ha responsabilizado al Yunque de orquestar ataques en su contra, esto al conocerse que personajes señalados por los textos de Álvaro Delgado como militantes del Yunque convocaron a una marcha silenciosa por las calles de Ciudad de México en rechazo a la inseguridad y a los secuestros en el Distrito Federal. La manifestación había enfrentado al gobierno del presidente conservador Vicente Fox, quien dio apoyó y al exjefe de gobierno de la Ciudad de México Andrés Manuel López Obrador, quien sostuvo que fue organizada por grupos empresariales y políticos opuestos a su plan de gobierno.
Según el exmilitante del “El Yunque” Luciano Ruiz Chávez, la organización planteó proceder con violencia contra López Obrador y sus simpatizantes en la crisis postelectoral en las elecciones presidenciales de 2006 en México. El exsecretario de Gobernación Juan Camilo Mouriño Terrazo acusó a El Yunque de orquestar una campaña de desprestigio en su contra para dejar su puesto como secretario de gobernación. Sin embargo, exmilitantes afirman que ésta no fue responsable del desplome del avión donde viajaba con otros acompañantes.[cita requerida]
El 4 de octubre de 2009 la Asociación Estatal de Padres de Familia, la Comisión Mexicana de Derechos, Vida y Familia y Provida, quemaron ejemplares de los libros de Biología de la Secretaría de Educación Pública en León, Guanajuato, argumentando que: «fueron hechos con participación sólo de organizaciones de corte feminista radical que están a favor de la promoción a la actividad homosexual, el aborto, los anticonceptivos y el amor libre»; además afirmaron que el texto «no educaba sobre los peligros que implica el aborto, el uso de anticonceptivos, y la falta de protección contra ETS (como el papiloma) del condón». En mayo de 2010 con la apertura del expediente sobre El Yunque llevado por los servicios de inteligencia del Gobierno Federal quedó demostrada la existencia de esta organización, además de sugerir una relación entre este grupo con miembros del Gobierno del Estado de Guanajuato.

## El Yunque fuera de México
La organización ha ganado fuerza fuera de la República, sobre todo en otros países hispanohablantes.

### Chile
Se tiene constancia de la presencia de El Yunque en Chile desde al menos 2006, año en el que fue fundada la plataforma Muévete Chile por parte de Salvador Salazar, un político mexicano adherido al Partido Acción Nacional y en el que se realizaron juramentos de ingreso de nuevos miembros a la organización.
A finales de 2016 un reportaje de investigación desveló ampliamente las actuaciones y métodos de la organización secreta en Chile, al tiempo que señalaba a José Antonio Rosas, director general de la Academia de Líderes Católicos, como uno de sus máximos dirigentes. Rosas negó la infiltración de El Yunque en la ALC al tiempo que reconoció que «hasta el año 2014 participé en la organización del Yunque». En 2019 mostraron su total apoyo y ayuda para la campaña del Partido Republicano.

### España
En España la asociación Hazteoir.org ha sido vinculada con la sociedad secreta mexicana de extrema derecha El Yunque, junto a organizaciones como Profesionales por la Ética, CitizenGo, Médicos por la Vida, Abogados Cristianos, Organización del Bien Común, Instituto de Política Familiar y Grupo Provida Madrid. Esta identificación con El Yunque ha provocado, por ejemplo, que el obispado de Getafe prohibiera en 2015 a HazteOir la realización de actividades e iniciativas dentro de su diócesis.
Los orígenes del canal televisivo 7NN, cuya emisión data desde octubre de 2021 a finales de marzo de 2023 (fecha del cierre por tener unas pérdidas de 5,5 millones de euros), esta vinculados con la Organización además de con la Fundación Nacional Francisco Franco y el partido político Vox. dado que los consejeros delegados de la empresa son o han sido miembros de esas organizaciones.

#### Sentencias judiciales
Tras las revelaciones de El Confidencial durante el primer trimestre de 2012, asociaciones tapadera de El Yunque y algunos de sus miembros emprendieron una serie de acciones legales. La primera de ellas, una demanda de Profesionales por la Ética contra Forum Libertas y su editor, Josep Miró i Ardèvol, fue desestimada en junio de 2012. La segunda, de HazteOir contra El Confidencial, fue igualmente desestimada en noviembre de 2012. Sin embargo, la demanda que captó mayor atención mediática fue la de HazteOir contra Fernando López Luengos (el laico que redactó el informe «El Transparente de la Catedral de Toledo» a petición de la Conferencia Episcopal Española y que además no fue responsable de que se filtrase el mismo a la prensa). No fue hasta finales de mayo de 2014, cuando la jueza española López Castrillo del Juzgado de Primera Instancia n.º 45 de Madrid, desestimó dicha demanda por presunta vulneración del derecho al honor al no haber vinculado el autor directamente HazteOir y El Yunque, aunque consideró acreditada la relación entre El Yunque y «alguno de los miembros» de la organización española HazteOir, a la vez que declaraba que el informe de «El Transparente» era «esencialmente veraz»:
[...] entrando a examinar los informes y en concreto el denominado "El Transparente de la Catedral de Toledo" [...] Que la información que aparece, es esencialmente veraz y de trascendencia pública, y así se ha corroborado por los distintos testigos que deponen en autos. [...] no existe por parte del autor información alguna de vinculación entre ambos [HazteOir.org y el Yunque], sí que alude en el mismo y ha sido un hecho contrastado y acreditado a tenor de la prueba documental y testifical la relación entre alguno de los miembros de "HazteOir.org" con el Yunque [...]
Por otro lado, en septiembre de 2014 HazteOir retiró una demanda contra Pedro Leblic, justo después de que se anunciase que en ese juicio declararía el entonces Arzobispo de Madrid, Antonio María Rouco en calidad de testigo. También existía una demanda inversa, de Pedro Leblic contra HazteOir y otras asociaciones y personas que fue desestimada en diciembre de 2014 en segunda instancia con el siguiente fundamento de derecho:
[...] la misma no puede prosperar, en cuanto que deriva de la premisa errónea, de que existe un derecho fundamental de los ciudadanos, a la inexistencia de sociedades secretas o paramilitares [...] [L]a Constitución Española [...] no reconoce derecho fundamental a los ciudadanos, sino que constituye un mandato dirigido a los poderes públicos, y así establece la prohibición de sociedades secretas y paramilitares y aquellas otras asociaciones que tengan un fin ilícito, este mandato va solamente dirigido a los poderes públicos

#### Declaraciones de obispos
Hasta la fecha [¿cuál?], son ocho los obispos españoles los que se han manifestado públicamente en contra de El Yunque:
- Card. Antonio María Rouco, entonces arzobispo de Madrid, exigió su legalización, por la que dejarían de tener un carácter secreto, en 2010,[81][41] lo que llevó a que Eduardo Hertfelder (presidente del Instituto de Política Familiar, IPF), Jaime Urcelay (entonces presidente de Profesionales por la Ética) y Liberto Senderos (presidente del IPF de Cataluña) constituyeran la Asociación Organización del Bien Común.[82][38] Debido a esta supuesta legalización, la Comisión Episcopal para la Doctrina de la Fe que analizaba "El Transparente de la Catedral de Toledo" no consideró necesarias "otras actuaciones".[81] Sin embargo, esa asociación nunca tuvo actividad, como se reveló en el juicio de Pedro Leblic,[38] engañando al cardenal con ello.
- Card. Antonio Cañizares, entonces prefecto de la Congregación para el Culto Divino y la Disciplina de los Sacramentos de la Santa Sede, al ser consultado por El País en 2011,[83] también engañado, dio por hecho que El Yunque ya se había legalizado al declarar que "Ya no se llaman el Yunque, ahora se llaman Asociación por el Bien Común".
- Card. Ricardo Blázquez, arzobispo de Valladolid, en 2014 se negó a recibir o colaborar con CrossRoads,[84] “la asociación de captación para el Yunque de los jóvenes que peregrinan a Santiago de Compostela”.[85]
- Mons. José Ignacio Munilla, obispo de San Sebastián, en octubre de 2014 alertó del gran daño que estaban produciendo las organizaciones secretas o reservadas a la unidad dentro de los movimientos cívicos, poniendo como ejemplo la disolución de la plataforma de familias objetoras contra la Educación para la Ciudadanía.[86] Posteriormente, en febrero de 2015 expresó su deseo de "solucionar" y no "reventar" el tema de El Yunque.[87] Meses antes, en diciembre de 2013, en un encuentro privado con el historiador Santiago Mata y con el periodista Luis Losada (director de campañas de CitizenGO), Munilla le pidió a Losada que se saliera de El Yunque[41] y declaró que El Yunque "es el principal obstáculo para la acción sociopolítica de los católicos y su secretismo invalida cualquier intento de iniciativa católica".[41] Meses más tarde, en verano de 2014, en otro encuentro con Ignacio Arsuaga, hizo lo propio pidiéndole también que se saliera de El Yunque[41] a la vez que insistía en que cambiaran su forma de actuar.
- Card. Carlos Osoro, arzobispo de Madrid, también en octubre de 2014 respondió en rueda de prensa a una cuestión de El Yunque diciendo que "el que esté apuntado a lo que no tiene que estar apuntado, se quitará rápidamente y si no lo hace, sabrá que ha hecho mal".[88] Posteriormente, en mayo de 2016 en una entrevista con El Plural, preguntado por HazteOir y El Yunque, afirmó conocer el tema y dijo que "si me están engañando, pues mucho peor para ellas".[89]
- Mons. Joaquín María López de Andújar, obispo de Getafe, en marzo de 2015 sacó una nota[90] explicando, que tras conocer la existencia de miembros de El Yunque en HazteOir, tal como afirmaba la sentencia judicial, y tras escuchar las explicaciones de Ignacio Arsuaga (presidente de HazteOir), su diócesis no les prestaría apoyo y además, les rogaba que se abstuvieran de recurrir a las instituciones de su diócesis.
- Mons. Braulio Rodríguez, arzobispo de Toledo y primado de España, también en marzo de 2015 se adhería[91][92][93] íntegramente a la nota de la diócesis de Getafe, pidiendo igualmente que se abstuvieran de recurrir a sus instituciones.
- Mons. José Rico Pavés, obispo auxiliar de Getafe, en febrero de 2015 decidió prologar un artículo del historiador Santiago Mata en Aleteia sobre El Yunque[94] que recibía presiones para ser retirado, y por esto mismo, también concedió una entrevista a Aleteia en la que advertía que "El Yunque existe, y no es bueno para la Iglesia".[95] Todo ello en medio de una fuerte reacción en defensa de HazteOír y El Yunque por parte de ACI Prensa (dirigido por Alejandro Bermúdez, patrono de CitizenGO,[96] la fundación de HazteOír)[97][98] y por parte del popular sacerdote Jorge Enrique Mújica, LC.[99] En mayo de 2015 concedió de nuevo otra entrevista a la Revista Palabra donde profundizaba más en la historia y en los daños y problemas que ocasiona El Yunque.[100]